# Långsjön (Lerbäcks socken, Närke, 653088-146216)
Långsjön är en sjö i Askersunds kommun i Närke och ingår i Motala ströms huvudavrinningsområde. Sjön har en area på 0,777 kvadratkilometer och ligger 120,3 meter över havet.

## Delavrinningsområde
Långsjön ingår i det delavrinningsområde (652945-146197) som SMHI kallar för Inloppet i Örgaveln. Medelhöjden är 137 meter över havet och ytan är 9,9 kvadratkilometer. Det finns inga avrinningsområden uppströms utan avrinningsområdet är högsta punkten. Vattendraget som avvattnar avrinningsområdet har biflödesordning 4, vilket innebär att vattnet flödar genom totalt 4 vattendrag innan det når havet efter 98 kilometer. Avrinningsområdet består mestadels av skog (69 procent) och jordbruk (14 procent). Avrinningsområdet har 0,78 kvadratkilometer vattenytor vilket ger det en sjöprocent på 7,9 procent.